# 科茨本德 (阿拉巴馬州)
科茨本德（英語：Coats Bend）是一個位於美國阿拉巴馬州埃托瓦縣的非建制地區和人口普查指定地區。根據2010年美國人口普查，該地人口為1657人。

## 地理
科茨本德的座標為34°04′39″N 85°52′27″W / 34.0775°N 85.87416°W，而該地最高點為海拔高度188米（即617英尺）。